# Liolaemus antonietae
Liolaemus antonietae — вид ігуаноподібних ящірок родини Liolaemidae. Ендемік Чилі. Описаний у 2018 році.

## Поширення і екологія
Liolaemus antonietae відомі з типової місцевості, розташованої поблизу поселення Термас-де-Чільян в регіоні Біобіо, на висоті 1766 м над рівнем моря.